# وست ویند اوییشن
وست ویند اوییشن (به انگلیسی: West Wind Aviation) یک شرکت هواپیمایی است که در تاریخ ۱۹۸۳ میلادی تأسیس شده است. دفتر مرکزی وست ویند اوییشن در ساسکاتون، ساسکاچوان، کانادا واقع شده‌است و قطب این شرکت هواپیمایی در فرودگاه بین‌المللی ساسکاتون جان گ. دیفنبکر قرار دارد و به ۲ مقصد، پرواز مستقیم انجام می‌دهد.